# Glue Harbour Buccaneers
I Glue Harbour Buccaneers sono stati una squadra di football americano di Malmö, in Svezia; fondati nel 1986, hanno giocato la finale nazionale dello stesso anno, risultando però sconfitti dai Lidingö Pink Chargers.
Nel 1988 si sono fusi con i Limhamn Lumberjacks per creare i  Limhamn Griffins.